# 魔鬼女
魔鬼女（まきじょ）は宮城県石巻市の伝説に登場する鬼。大嶽丸の妻のひとりだと語られる。魔鬼とも。

## 概要
名前が示すように女の鬼で、伝説では石巻市の牧山に住んでいる鬼だと語られており、箟岳山（ののだけやま。涌谷町に位置する）に住む大嶽丸とは夫婦の間柄であった。妾とも示されていることから、大嶽丸の側室のひとりだとも言える。大嶽丸をはじめとした鬼たちは、大和朝廷から派遣された田村将軍によって退治された。その帰途に田村将軍は魔鬼女の暮らしていた山に観音菩薩を祀り、その像に魔鬼女の遺髪を納め、魔鬼山寺（まきやまじ）を建立したとされる。
田村将軍は、鬼退治を前にして観音菩薩に大悲威神のちからを祈願しており、その霊験に報いるため、鬼たちの暮らしていた山に、それぞれ観音菩薩を祀って供養をしたとされる。その際に用いられた観音像は、延鎮（清水寺の開基とされる僧））から授かった観音像だとされる。

## 魔鬼山と牧山
牧山の名前の由来は、鬼が暮らしていたことから「魔鬼山」と称されたことだと伝説では語られており、寺の名前だった魔鬼山寺も同様である。牧山には「延鎮僧都魔鬼山旧址」という碑が残されており、古刹として知られて来た。梅渓寺の記録では、弘仁7年（816年）に梅谷寺（再興以前の梅渓寺の寺号）が建立されたときに、魔鬼山から同音の牧山に文字を改めたという。牧山観音があった長禅寺（長全寺）は明治時代初期の神仏分離で零羊崎神社となっており、そのときに牧山観音は梅渓寺の境内に移された。
牧山には、牧山観音が祀られており、その寺社縁起のなかで魔鬼女の物語は形成されて来た。同様に箟岳山には大嶽丸に対して観音菩薩を祀って寺を建てている。坂上田村麻呂・延鎮と観音菩薩の関係は、清水寺（京都府）をはじめ、寺社縁起や奥浄瑠璃では古くから深い関係があるものとして語られつづけている。「大嶽丸を退治する田村将軍」という構図の物語を取り込んだ寺社縁起は、東北地方には非常に多く見られ、この牧山観音のものも、そのうちのひとつにかぞえられる。しかし、牧山観音を含む奥州三観音の縁起物語である奥州の三観音縁起には、田村将軍が大嶽丸と鬼たちを退治し、それぞれの山に封じた点は語られるのだが、魔鬼女についての話は登場しない。
一般的に『三観音縁起』などをもとに語られる伝説では、退治をした大嶽丸の首・胴・手足をそれぞれ三ヶ所に山に埋めて観音菩薩を祀った、ということになっている。その際に、田村将軍が大嶽丸を退治した舞台は牧山だともされる。